# ザフューグ
ザフューグ (The Fugue) はイギリスの競走馬である。主な勝鞍は、ナッソーS、ヨークシャーオークス、愛チャンピオンS、プリンスオブウェールズS。

## 来歴

### 2011年
2011年10月29日にデビューし、初勝利を挙げる。

### 2012年
2012年緒戦に、キャリア2戦目にしてG11000ギニーに挑戦、優勝馬ホームカミングクイーンから離された4着となる。
その10日後のムシドラステークス(G3)に出走し、重賞初制覇を遂げる。また、このレースの2週間後の英オークスで3着、さらにその3週間後のリブルスデイルステークスで2着となる。
8月には、古馬相手のナッソーステークスに出走し、G1初制覇を成し遂げる。
このレースから約3週間後のヨークシャーオークスに出走、シャレータの2着となる。
この年の最後のレースとしては、アメリカのサンタアニタ競馬場で行われたブリーダーズカップ・フィリー&メアターフが選ばれ、海外遠征を経験しても3着というまずまずな成績を収めている。
このように、ザフューグは2012年はタイトなスケジュールで、6つの競馬場で7戦2勝という競走生活を送っている。

### 2013年
2013年緒戦は、牡馬相手のプリンスオブウェールズステークスに出走し、アルカジームの3着と健闘した。
その約3週間後には、再び牡馬相手のエクリプスステークスに出走したが、再びアルカジームの後塵を拝した。
8月には、古馬となって、前年にも出走したヨークシャーオークスに挑戦し、G1レース2勝目を挙げる。
その2週間後には、再度牡馬混合戦であるアイリッシュチャンピオンステークスに出走し、2度対戦し、2度とも敗れていたアルカジームを下し、G1を連勝、通算で3勝目を挙げる。
11月には再びアメリカに遠征し、ブリーダーズカップターフに出走し、2着と健闘する。
この年最後のレースには、香港ヴァーズが選ばれ、アメリカ遠征から約1か月程度の期間しか空かなかったが、僅差の2着となる成績を挙げている。
この年も、タイトなスケジュールながら、6つの競馬場で6戦2勝、いずれもG1での勝利という成績を残している。

### 2014年
2014年の緒戦はドバイデューティーフリーに出走したが、1着のジャスタウェイに大きく離されて11着に終わる。
このレースがザフューグにとって、初の二桁着順となった。
6月には、前年同様プリンスオブウェールズステークスに出走し、前年の凱旋門賞馬トレヴらを下し、4度目のG1優勝を果たした。
なお、このレースはレコード決着となった。
この後、エクリプスステークスに出走したが、6着に敗れ、レース中に左前脚を負傷し、現役を引退することになった。全17戦6勝（6-4-3-4）。

## 競走成績
| 出走日      | 競馬場           | 競走名                             | 格 | 距離     | 馬場 | 着順 | 騎手         | 斤量 | タイム   | 着差       | 1着（2着）馬     |
| ----------- | ---------------- | ---------------------------------- | -- | -------- | ---- | ---- | ------------ | ---- | -------- | ---------- | ---------------- |
| 2011.010.29 | ニューマーケット | 未勝利戦                           |    | 芝7F     | 良   | 1着  | R.ハヴリン   | 57   | 1:25.39  | 1 1/2馬身  | （Salacia）      |
| 2012.05.6   | ニューマーケット | 1000ギニー                         | G1 | 芝8F     | 稍重 | 4着  | W.ビュイック | 57   | -        | 11馬身     | Homecoming Queen |
| 0000.05.16  | ヨーク           | ムシドラS                          | G3 | 芝10F88Y | 良   | 1着  | W.ビュイック | 56   | 2.11.36  | 4 1/2馬身  | (Twiri)          |
| 0000.06.1   | エプソム         | オークス                           | G1 | 芝12F10Y | 良   | 3着  | W.ビュイック | 57   | -        | 3/4馬身    | Was              |
| 0000.06.21  | アスコット       | リブルスデイルS                    | G2 | 芝12F    | 稍重 | 2着  | W.ビュイック | 56   | -        | 6馬身      | Princess Highway |
| 0000.08.4   | グッドウッド     | ナッソーステークス                 | G1 | 芝9F192Y | 良   | 1着  | R.ヒューズ   | 56   | 2:09.61  | 1馬身      | （Timepiece）    |
| 0000.08.23  | ヨーク           | ヨークシャーオークス               | G1 | 芝12F    | 堅良 | 2着  | W.ビュイック | 56   | -        | クビ       | Shareta          |
| 0000.011.2  | サンタアニタ     | BCフィリー&メアターフ              | G1 | 芝11F    | 堅良 | 3着  | W.ビュイック | 54.5 | -        | 1 1/4馬身  | Zagora           |
| 2013.06.19  | アスコット       | プリンスオブウェールズS            | G1 | 芝10F    | 堅良 | 3着  | W.ビュイック | 56   | -        | 3 1/2馬身  | Al Kazeem        |
| 0000.07.6   | サンダウン       | エクリプスステークス               | G1 | 芝10F7Y  | 堅良 | 7着  | W.ビュイック | 59   | -        | 12 1/2馬身 | Al Kazeem        |
| 0000.08.22  | ヨーク           | ヨークシャーオークス               | G1 | 芝12F    | 堅良 | 1着  | W.ビュイック | 60.5 | 2:28.29  | 4馬身      | (Venus de Milo)  |
| 0000.09.7   | レパーズタウン   | アイリッシュチャンピオンステークス | G1 | 芝10F    | 良   | 1着  | W.ビュイック | 59   | 2:05.22  | 1 1/4馬身  | (Al Kazeem)      |
| 0000.011.2  | サンタアニタ     | BCターフ                           | G1 | 芝12F    | 堅良 | 2着  | W.ビュイック | 56   | -        | 1/2馬身    | MaGIcian         |
| 0000.012.8  | 沙田             | 香港ヴァーズ                       | G1 | 芝2400m  | 堅良 | 2着  | W.ビュイック | 55.5 | -        | 3/4馬身    | Dominant         |
| 2014.03.28  | メイダン         | ドバイデューティーフリー           | G1 | 芝1800m  | 良   | 11着 | W.ビュイック | 55   | -        | 26馬身     | ジャスタウェイ   |
| 0000.06.18  | アスコット       | プリンスオブウェールズS            | G1 | 芝10F    | 堅良 | 1着  | W.ビュイック | 56   | R2:01.90 | 1 1/4馬身  | （MaGIcian）     |
| 0000.07.5   | サンダウン       | エクリプスS                        | G1 | 芝10F7Y  | 堅良 | 6着  | W.ビュイック | 59   | -        | 6馬身      | Mukhadram        |

## 血統表
| ザフューグの血統         | ザフューグの血統                                 | ザフューグの血統                                 | （血統表の出典）                                 | （血統表の出典） |
| 父系                     | ダンジグ系                                       | ダンジグ系                                       | ダンジグ系                                       | [ § 2 ]          |
| 父 Dansili 1996 黒鹿毛   | 父の父デインヒル 1986 鹿毛                       | Danzig                                           | Northern Dancer                                  | Northern Dancer  |
| 父 Dansili 1996 黒鹿毛   | 父の父デインヒル 1986 鹿毛                       | Danzig                                           | Pas de Nom                                       |                  |
| 父 Dansili 1996 黒鹿毛   | 父の父デインヒル 1986 鹿毛                       | Razyana                                          | His Majesty                                      | His Majesty      |
| 父 Dansili 1996 黒鹿毛   | 父の父デインヒル 1986 鹿毛                       | Razyana                                          | Spring Adieu                                     |                  |
| 父 Dansili 1996 黒鹿毛   | 父の母Hasili 1991 鹿毛                           | Kahyasi                                          | *イルドブルボン                                  | *イルドブルボン  |
| 父 Dansili 1996 黒鹿毛   | 父の母Hasili 1991 鹿毛                           | Kahyasi                                          | Kadissya                                         |                  |
| 父 Dansili 1996 黒鹿毛   | 父の母Hasili 1991 鹿毛                           | kerali                                           | High Line                                        | High Line        |
| 父 Dansili 1996 黒鹿毛   | 父の母Hasili 1991 鹿毛                           | kerali                                           | Sookera                                          |                  |
| 母 Twyla Tharp 2002 鹿毛 | 母の父Sadler's Wells 1981 鹿毛                   | Northern Dancer                                  | Nearctic                                         | Nearctic         |
| 母 Twyla Tharp 2002 鹿毛 | 母の父Sadler's Wells 1981 鹿毛                   | Northern Dancer                                  | Natalma                                          |                  |
| 母 Twyla Tharp 2002 鹿毛 | 母の父Sadler's Wells 1981 鹿毛                   | Fairy Bridge                                     | Bold Reason                                      | Bold Reason      |
| 母 Twyla Tharp 2002 鹿毛 | 母の父Sadler's Wells 1981 鹿毛                   | Fairy Bridge                                     | Special                                          |                  |
| 母 Twyla Tharp 2002 鹿毛 | 母の母Sumoto 1990 鹿毛                           | Mtoto                                            | Busted                                           | Busted           |
| 母 Twyla Tharp 2002 鹿毛 | 母の母Sumoto 1990 鹿毛                           | Mtoto                                            | Amazer                                           |                  |
| 母 Twyla Tharp 2002 鹿毛 | 母の母Sumoto 1990 鹿毛                           | Soemba                                           | General Assembly                                 | General Assembly |
| 母 Twyla Tharp 2002 鹿毛 | 母の母Sumoto 1990 鹿毛                           | Soemba                                           | Seven Seas                                       |                  |
| 母系(F-No.)              | (FN:7-a)                                         | (FN:7-a)                                         | (FN:7-a)                                         | [ § 3 ]          |
| 5代内の近親交配          | Northern Dancer 3x4=18.75%、Natalma 4x5x5=12.50% | Northern Dancer 3x4=18.75%、Natalma 4x5x5=12.50% | Northern Dancer 3x4=18.75%、Natalma 4x5x5=12.50% | [ § 4 ]          |
| 出典                     | 1. 2. 3. 4.                                      | 1. 2. 3. 4.                                      | 1. 2. 3. 4.                                      | 1. 2. 3. 4.      |

- 母Twyla Tharpは現役時にリブルスデイルステークス(G2)で2着など。
- 祖母の産駒にエクリプスステークス勝ち馬Compton Admiral、クイーンエリザベス2世ステークス勝ち馬Summonerがいる。